# مونياوات
المونياوات (الاسم العلمي: Lonchurinae) هي أسرة من الطيور تتبع فصيلة شمعية المنقار من رتبة العصفوريات.

## أجناس المونياوات
- المونيا